# Skržuti
Skržuti (en serbe cyrillique : Скржути) est un village de Serbie situé sur le territoire de la Ville d'Užice, district de Zlatibor. Au recensement de 2011, il comptait 549 habitants.

## Démographie

### Évolution historique de la population
| 1948  | 1953  | 1961  | 1971  | 1981  | 1991 | 2002 | 2011 |
| ----- | ----- | ----- | ----- | ----- | ---- | ---- | ---- |
| 1 472 | 1 440 | 1 306 | 1 164 | 1 020 | 817  | 667  | 549  |

|  |